# RSAD1
RSAD1 (англ. Radical S-adenosyl methionine domain containing 1) – білок, який кодується однойменним геном, розташованим у людей на довгому плечі 17-ї хромосоми. Довжина поліпептидного ланцюга білка становить 442 амінокислот, а молекулярна маса — 48 714.
| 10         |  | 20         |  | 30         |  | 40         |  | 50         |
| ---------- |  | ---------- |  | ---------- |  | ---------- |  | ---------- |
| MALPGARARG |  | WAAAARAAQR |  | RRRVENAGGS |  | PSPEPAGRRA |  | ALYVHWPYCE |
| KRCSYCNFNK |  | YIPRRLEEAA |  | MQKCLVTEAQ |  | TLLRLSGVQR |  | VESVFFGGGT |
| PSLASPHTVA |  | AVLEAVAQAA |  | HLPADLEVTL |  | EANPTSAPGS |  | RLAEFGAAGV |
| NRLSIGLQSL |  | DDTELRLLGR |  | THSACDALRT |  | LAEARRLFPG |  | RVSVDLMLGL |
| PAQQVGPWLG |  | QLQELLHHCD |  | DHLSLYQLSL |  | ERGTALFAQV |  | QRGALPAPDP |
| ELAAEMYQRG |  | RAVLREAGFH |  | QYEVSNFARN |  | GALSTHNWTY |  | WQCGQYLGVG |
| PGAHGRFMPQ |  | GAGGHTREAR |  | IQTLEPDNWM |  | KEVMLFGHGT |  | RKRVPLGRLE |
| LLEEVLALGL |  | RTDVGITHQH |  | WQQFEPQLTL |  | WDVFGANKEV |  | QELLERGLLQ |
| LDHRGLRCSW |  | EGLAVLDSLL |  | LTLLPQLQEA |  | WQQRTPSPVP |  | GG         |

A: Аланін

C: Цистеїн

D: Аспарагінова кислота

E: Глутамінова кислота

F: Фенілаланін

G: Гліцин

H: Гістидин

I: Ізолейцин

K: Лізин

L: Лейцин

M: Метіонін

N: Аспарагін

P: Пролін

Q: Глутамін

R: Аргінін

S: Серин

T: Треонін

V: Валін

W: Триптофан

Кодований геном білок за функцією належить до оксидоредуктаз. 
Задіяний у такому біологічному процесі, як альтернативний сплайсинг. 
Білок має сайт для зв'язування з іонами металів, іоном заліза, групою 4Fe-4S, залізо-сірчаною групою, S-аденозил-L-метіоніном. 
Локалізований у мітохондрії.